# All Day
«All Day» es el tercer sencillo del cantante australiano Cody Simpson. La canción fue escrita por Cody Simpson, Krys Marfil y Edwin "Lil' Eddie", y fue producida por Shawn Campbell.
All Day fue lanzado como el segundo sencillo de 4 U EP el 17 de marzo de 2011.

## Vídeo musical
El vídeo fue rodado en enero de 2011 y fue estrenado el 23 de febrero de este mismo año. El vídeo fue dirigido por David Ovenshire y cuenta con las apariciones de Jessica Jarrell, Aaron Fresh, Jacque Rae y Madison Pettis.
Este sencillo también se presentó durante el primer capítulo de la serie americana "So Random" en el mes de octubre, en México.